# Puck (cómic)
Puck es el nombre en clave de dos personajes ficticios que aparecen en los cómics estadounidenses publicados por Marvel Comics. Los dos personajes son una pareja de padre e hija, ambos miembros de Alpha Flight, en el Universo Marvel.

## Historial de publicaciones
El primer Puck debutó en Alpha Flight # 1 (agosto de 1983) y fue creado por John Byrne. Tenía la intención de que el Puck original fuera un enano sin poderes sobrehumanos, simplemente grandes habilidades de lucha y acrobáticas; El escritor posterior Bill Mantlo consideraría que la pequeña estatura de Puck se debe a influencias místicas. Byrne comentó sobre esto, diciendo: "Por supuesto, [Mantlo] luego pasó a hacer el 'origen' de Puck, con todo el asunto del 'demonio interior' basado, aparentemente, en la única referencia que Puck había hecho de estar en constante dolor, algo que Bill no pudo comprender fue un efecto de la condición: acondroplastia, llamado por su nombre en el mismo número que hacía referencia al dolor, que causó el enanismo de Puck". Byrne también ha declarado que Puck se basó" muy, muy libremente en un amigo que era bajo (pero no tan bajo como Puck) y ocasionalmente calvo, pero nunca poseído por demonios".
El segundo Puck debutó en Alpha Flight vol. 3 # 1 y fue creado por Scott Lobdell y Clayton Henry.

## Biografía ficticia

### Puck (Eugene Judd)
El primer personaje en usar el nombre en clave es un hombre cuyo nombre real es Eugene Judd. Nació en 1914 en Saskatoon, Saskatchewan. Pasó años viajando por el mundo como un soldado de fortuna, trabajando como agente de inteligencia y portero, antes de convertirse en un aventurero profesional y unirse a Alpha Flight.
Al principio de su carrera, Judd fue contratado para robar la Espada Negra de Bagdad. La Espada encarceló a un antiguo hechicero llamado Black Raazer, y Judd lo liberó accidentalmente. Judd pudo atrapar a Raazer usando algo de misticismo antiguo y la luz de su propia fuerza vital. Esto causó que el aventurero de 6'6 "de altura se encogiera a aproximadamente 3'6" de altura, ya que la Espada Negra tenía la capacidad de quitar la fuerza vital de otros, lo que provocó una reducción física de tamaño. También le ha otorgado la inmortalidad. En algún momento, se hizo amigo del playboy estadounidense Dan Kane, también conocido como Capitán Terror. Cuando el Capitán Terror fue derrotado en la Guerra civil española por la década de 1930 El Águila, un compañero héroe que luchaba en el lado opuesto, se retiró, pero Puck luchó contra El Águila por venganza. También formó una amistad con el destacado autor Ernest Hemingway y se convirtió en un consumado torero. Fue puesto en libertad condicional en Beta Flight y, finalmente, se unió a Alpha Flight, adoptó el nombre en clave "Puck".
Algunos detalles de su pasado permanecen desconocidos, insinuados en el diálogo: el asunto del Obispo de Bronce y algunos asesinatos.
Puck fue herido por su compañera de equipo Marrina y fue hospitalizado. Mientras se recuperaba, luchó contra una red de drogas ilegales que operaba fuera del hospital. En poco tiempo, regresó al servicio activo y luchó contra Omega Flight. Puck consoló a Heather Hudson después de la presunta muerte de James Hudson. Puck luego se encontró con Namor, y se alió con él en la batalla contra el Amo.
Puck más tarde viajó al reino de las Grandes Bestias junto con Alpha Flight, donde lucharon contra las Grandes Bestias. Puck se encontró con el Beyonder, y luchó contra Hulk durante los eventos de Secret Wars II.
Durante su tiempo con Alpha Flight, se encontró con una nueva ciudad en lo profundo del círculo polar ártico. Allí, su equipo y los X-Men descubrieron una fuente mística. Varios humanos asociados con los X-Men habían ganado vastos poderes a través del manantial. Puck se curó de su enanismo por la bien intencionada Madelyne Pryor. Él descubrió un problema al caminar porque su centro de equilibrio estaba apagado. Más tarde, el grupo descubrió que los poderes tenían un precio demasiado alto para soportar, como la pérdida de toda la creatividad entre todos los afectados y la muerte de todos los místicos. Esto incluye al amigo de Puck, Chamán. El grupo se divide a lo largo de líneas ideológicas, y ambos grupos luchan durante algún tiempo antes de atacar la principal amenaza. Este resulta ser el dios tramposo Loki, quién estaba detrás de todo esto. Finalmente fue persuadido de que eliminara todos los efectos del pozo, que desafortunadamente incluía la nueva altura de Puck. Un globo de pensamiento indicó que el dolor asociado con su enanismo era ahora peor que nunca.
Poco después, se revelaron los antecedentes de Puck, y luchó contra Black Raazer, quien se liberó temporalmente de la prisión del cuerpo de Puck. Les contó a sus compañeros de equipo sobre su pasado y luego volvió a llevar a Raazer a su cuerpo una vez más. El tenía un interés romántico en Heather Hudson, pero ella se dirigió a su compañero de equipo Madison Jeffries. Puck se encontró más tarde con Los Vengadores.
Cuando Northstar y Aurora se enfermaron de muerte (él físicamente y ella mentalmente), Alpha Flight los llevó al sitio de la Fuente de Fuego que Loki usó anteriormente para otorgar poderes y deseos. En cambio, Loki los llevó a una fuente oscura (que emanaba de un pozo profundo) y envió elfos oscuros a atacarlos. Durante la pelea resultante, Puck es golpeado contra la fuente. Raazer fue liberado del cuerpo de Puck, devolviendo a Puck a su tamaño normal y edad real incluso cuando cayó en lo que debería haber sido su muerte. En cambio, Loki teletransportó a Puck al Tíbet y decidió abandonar su vida anterior. Más tarde, Puck se vio envuelto en una batalla entre el Tíbet y China continental. Luchó contra Dreamqueen junto a Alpha Flight y fue capturado por ella mientras el resto del equipo fue enviado a otra parte. Después de ser torturado por Dreamqueen durante un tiempo, Alpha Flight lo rescató y lo llevó al hospital para curar las heridas que le infligió a Dreamqueen. Chamán inyecta a Puck un suero derivado de su propia sangre y las propiedades mutantes de una fórmula creada por el Amo. El suero fue diseñado para reparar el cuerpo de Puck, pero era de su estado enano. Lo transformó en su forma de enano y le dio el poder de endurecer su piel hasta casi la invulnerabilidad. Se reincorporó a Alpha Flight con su nuevo poder.
Más tarde, durante los eventos de Infinity Crusade, a Puck le lavaron el cerebro y se lo llevó el villano de poder cósmico, la Diosa. Fue emparejado con el afectado Spider-Man cuando una fuerza de invasión de superhéroes de mente libre planea atacar la fortaleza de la Diosa. Este emparejamiento específico tenía la intención de enseñar la brutalidad de Spider-Man frente a sus 'antiguos' amigos. Puck fue rápidamente sacado de la pelea, derrotado por Firestar. Debido a los efectos del choque resultante, todos los héroes con lavado de cerebro fueron liberados más tarde.
A Puck le lavaron el cerebro nuevamente los miembros de su propio gobierno, que deseaban tener un Alpha Flight completamente bajo su control. Puck luchó con este nuevo equipo durante un tiempo y fue uno de los pocos que tuvo un éxito relativo contra los juegos mentales.
Junto con Mayor Mapleleaf, Puck II, Vindicator y Chamán, Puck estaba entre los miembros de Alpha Flight que aparentemente fueron asesinados por The Collective. Solo se confirmó que Sasquatch había sobrevivido.
Cuando Wolverine ha sido atrapado en el infierno por fuerzas desconocidas, Puck y una persona desconocida se ven allí, y la persona desconocida afirma que solo quiere hablar con Wolverine, pero Puck planea encontrar una manera de sacar a Wolverine y a él mismo del infierno. Puck le dice a Wolverine que luche contra el dolor que siente mientras es torturado, lo que implica que hará que el diablo parezca débil y provocará un levantamiento en el infierno, dándoles así la oportunidad de escapar. Después de que el diablo es golpeado, Puck intenta escapar junto con Wolverine, pero cae de las paredes del infierno que estaba escalando cuando otro condenado lo agarra del pie y lo tira y lo tira de nuevo al pozo. Aunque permanece en el infierno, gana el scrum por la espada del diablo, lo que lo convierte en el gobernante del infierno, al menos por el momento.
Durante la historia de Fear Itself, se demostró que Puck había escapado del infierno cuando llega para rescatar a Guardián de Vindicator (quien traicionó al equipo con Gary Cody y su recién elegido Partido de la Unidad, que luego se reveló que estaba bajo el control del Amo del Mundo) y declaró que había escapado del infierno después de su pelea con Ba'al.
Se ha anunciado que Puck será miembro del relanzado equipo Uncanny X-Force junto a Tormenta, Psylocke y Espiral.
Cuando Elizabeth Twoyoungmen conoció Alpha Flight, Puck se convirtió en su instructor de física. Mucho más tarde, en el momento de un brote masivo de Wendigo, los dos se han convertido en amantes.
Como parte del evento All-New, All-Different Marvel, Puck aparece como miembro del programa espacial Alpha Flight.

### Puck (Zuzha Yu)
Zuzha Yu era una mutante que trabajaba en un bar cerca de la Universidad McGill en Montreal y supuestamente era la hija del Puck original. Ella accedió a unirse al Alpha Flight reformado después de perder una lucha de brazos con Walter Langkowski, alias Sasquatch.
Al final de la serie, el prólogo explica que ella y Mayor Mapleleaf tienen hijos.
Ella era uno de los miembros de Alpha Flight aparentemente asesinada por The Collective.

## Poderes y habilidades
Originalmente, Puck no tenía poderes sobrehumanos, confiando en su entrenamiento excepcional y su conocimiento mundano acumulado. Fue un formidable combatiente cuerpo a cuerpo, capaz de una mezcla de varias artes marciales, técnicas de lucha callejera, acrobacias y gimnasia. Después de un encuentro con El Maestro del Mundo, su cuerpo fue objeto de manipulación genética de su estructura celular. Los tejidos de su cuerpo se condensaron a nivel molecular, lo que hizo que su cuerpo se volviera similar al caucho comprimido. Su ataque característico es un movimiento de voltereta lateral. Girando sobre sus manos y pies a gran velocidad, es capaz de golpear y derribar enemigos de tamaño humano con facilidad. También es experto en tauromaquia. Tiene algunos conocimientos de misticismo, lo suficiente como para atrapar a Black Raazer y la capacidad de ponerse a sí mismo en un estado de trance temporal similar a la muerte. Puck es aproximadamente la mitad del tamaño de un hombre promedio. Su condición le causa diferentes cantidades de dolor constante. Además, su envejecimiento se ha detenido o se ha ralentizado enormemente; Judd se parece a un hombre de unos treinta años. Su oreja derecha está deformada, presumiblemente debido a una vieja herida (ver oreja de coliflor).
Zuzha tenía una fuerza sobrehumana, velocidad, reflejos, agilidad, coordinación, resistencia y podía redirigir la energía cinética. Fue una excelente combatiente cuerpo a cuerpo.

## Otras versiones

### Tierra X
En este futuro alternativo, Puck es visto como uno de los muchos héroes del más allá. Todos se unen para luchar contra las fuerzas de Mephisto y Thanos, en un intento de detener sus planes genocidas.

### Marvel Zombies
En los cómics de Marvel Zombies ambientados en el universo de la Tierra-2149, el Alpha Flight zombificado ataca a los X-Men y finalmente son asesinados por Magneto. Puck aparece en el primer plano de un gran panel que muestra a Alpha Flight atacando a los X-Men y Puck aparentemente está atacando a Nightcrawler. Puck es destruido momentos después por Magneto.

### Marvel Noir
Puck (Eugene Judd) es el primer oficial del Capitán Logan en X-Men Noir.

## En otros medios

### Televisión
- El Puck original apareció en el episodio de X-Men "Repo Man" con la voz de Don Francks.

### Juguetes
- En 1999, Toy Biz lanzó una figura de acción de Puck en su paquete de dos Snowbird / Puck.
- En 2013, Hasbro lanzó una figura de acción de Puck en su línea Marvel Universe (Wave 21).
- En 2013, Puck fue BAF (Build a Figure) en una ola de Wolverine Legends que era exclusiva de Diamond.
- En 2019, Puck se mostró como parte de un set Alpha Flight de Marvel Legends, una exclusiva de Amazon, que también incluye Vindicator, Shaman, Northstar, Aurora y Snowbird. Esta figura es la versión completa de Build A Figure de 2013.

### Videojuegos
- Puck aparece como enemigo en Marvel Super Heroes: War of the Gems.

## Nombre
- Una página de cartas en Alpha Flight parecía confirmar que Judd lleva el nombre del personaje de Shakespeare.[37][38] Sin embargo, en una FAQ fechada el 30/05/2006, John Byrne ha declarado que lleva el nombre de un disco de hockey.[39]